# Astro Show
Die Astro Show war eine Samstagabendshow der ARD in den frühen 1980er-Jahren. Das Thema war die Astrologie. Vom 7. Februar 1981 bis zum 8. Januar 1983 produzierte der BR insgesamt zwölf Folgen, die in zweimonatigem Abstand ausgestrahlt wurden. Moderiert wurde die Show zunächst von Horst Buchholz und ab der sechsten Folge von Hans Peter Heinzl. Co-Moderatorin war in den ersten Folgen die Schauspielerin Rose Renée Roth, danach die Astrologin Elizabeth Teissier.
Das Konzept der Fernsehshow basierte darauf, dass typische Eigenschaften des gerade aktuellen Sternzeichens im spielerischen Test mit vier Kandidaten gezeigt wurden. Auch war in jeder Folge mindestens ein prominenter Talkgast eingeladen (u. a. Emil Steinberger, Robert Lembke, Thomas Gottschalk, Rainhard Fendrich hatte mit „Strada del sole“ seinen ersten TV-Auftritt). Eigenständige Ausführungen der Astrologin waren stets von sphärischer Hintergrundmusik begleitet. Die markante Titelmusik stammte von Klaus Doldinger.
Die Erstausgabe befasste sich mit dem Sternzeichen Wassermann. Aufgrund des zweimonatlichen Ausstrahlungsturnus kamen die im ersten Jahr jeweils übergangenen Sternzeichen dann im zweiten Jahr an die Reihe. Versatzbedingt ergab sich zwischen Schütze und Fischen einmalig eine Pause von drei Monaten. Mit dem Steinbock war die Show dann nach allen zwölf Sternzeichen beendet.
Obschon zwei Jahre regelmäßig im Samstagabend-Programm, galt die Astro Show als großer Flop. Die Zuschauerzahlen waren zum Schluss gering. Das unbeirrte Festhalten an dem Konzept der Astro Show trotz geringster Quote war der Auslöser massiven Spotts.

„Der Bayerische Rundfunk steht am Wendekreis des Krebses. Wird er umkehren, die Galaxis künftig meiden, am Samstagabend doch lieber mit dem erdigen »Komödienstadel« glänzen? Nein, die BR-Unterhaltung hält fest
an diesem Astro-Himmel ohne Sterne.“

Die Erfolglosigkeit der Sendung wurde gelegentlich auch in anderen Formaten persifliert. Rudis Tagesshow etwa zeigte in einem Sketch, wie Hundefänger mit großen Keschern flüchtende und um Hilfe schreiende Passanten fingen, die dann in einen LKW mit der Aufschrift Astro Show verfrachtet wurden (und dann als Publikum im Studio verwendet werden sollten).